# Scaevola cuneiformis
Scaevola cuneiformis är en tvåhjärtbladig växtart som beskrevs av Jacques-Julien Houtou de La Billardière. Scaevola cuneiformis ingår i släktet Scaevola och familjen Goodeniaceae. Inga underarter finns listade i Catalogue of Life.